# Friedeburg, Mansfeld-Südharz
Friedeburg là một đô thị thuộc huyện Mansfeld-Südharz, Sachsen-Anhalt, Đức. Đô thị Friedeburg, Mansfeld-Südharz có diện tích 6,51 kilômét vuông, dân số thời điểm ngày 31 tháng 12 năm 2006 là 499 người.